# 岩手県道285号盛岡石鳥谷線

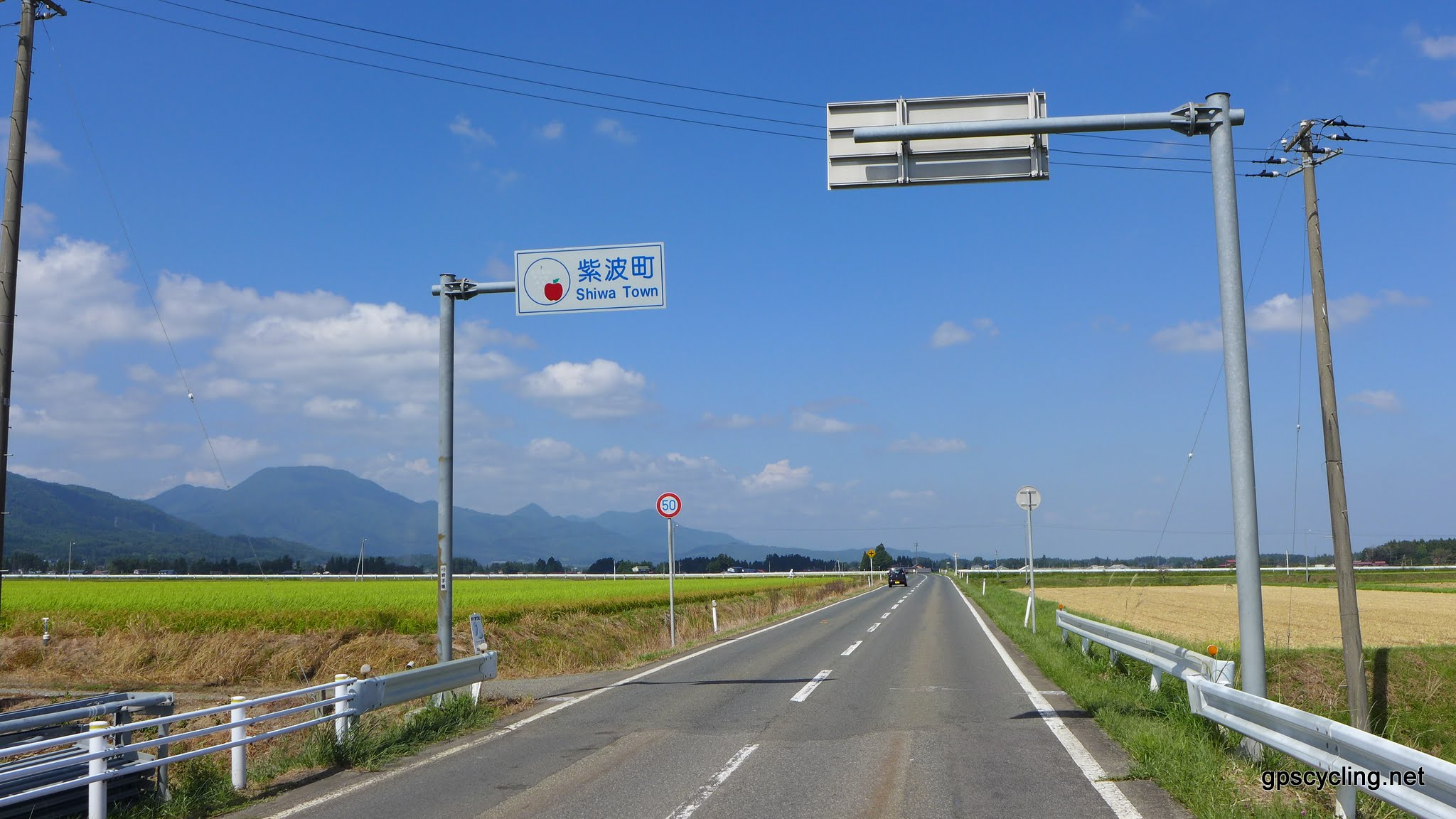
紫波町・花巻市境

岩手県道285号盛岡石鳥谷線（いわてけんどう285ごう もりおかいしどりやせん）は、盛岡市と花巻市を結ぶ岩手県の一般県道である。

## 概要
起点の盛岡市から矢巾まで岩手県道120号不動盛岡線との重複区間となっており、とくに明治橋南交差点から盛岡市津志田までの区間は国道4号や岩手県道16号盛岡環状線などの主要地方道と重複している。また、単独区間でも広域農道と重複している区間も存在する。

### 路線データ
- 実延長 : 12,741.1 m[1]
- 起点：盛岡市[1]（国道106号交点、岩手県道120号不動盛岡線重複区間上）
- 終点：花巻市石鳥谷町[1]（岩手県道109号石鳥谷花巻温泉線交点）

## 歴史
- 1995年（平成7年）3月17日 - 県道に認定される[1]。

## 路線状況

### 重複区間
- 岩手県道120号不動盛岡線：盛岡市中ノ橋通1丁目・起点 - 紫波郡矢巾町白沢
  - 岩手県道16号盛岡環状線：盛岡市仙北1丁目・明治橋南交差点 - 盛岡市南仙北3丁目・川久保交差点（県道120号重複区間）
  - 国道4号：盛岡市南仙北3丁目・川久保交差点 - 盛岡市津志田南1丁目・盛岡南I.C.入口交差点（県道120号重複区間）
  - 岩手県道36号上米内湯沢線：盛岡市津志田南1丁目・盛岡南I.C.入口交差点 - 盛岡市津志田12地割・側道（県道120号重複区間）

## 地理

### 通過する自治体
- 盛岡市
- 紫波郡
  - 矢巾町
  - 紫波町
- 花巻市

### 交差する道路
- 国道106号（盛岡市中ノ橋通1丁目、起点・県道120号終点=県道120号・県道285号重複）
  - 岩手県道16号盛岡環状線（盛岡市仙北1丁目・明治橋南交差点）
  - 国道4号・岩手県道16号盛岡環状線（盛岡市南仙北3丁目・川久保交差点）
  - 国道4号・岩手県道36号上米内湯沢線（盛岡市津志田南1丁目・盛岡南I.C.入口交差点）
  - 岩手県道36号上米内湯沢線（盛岡市津志田12地割・側道で接続）
- 岩手県道120号不動盛岡線・岩手県道205号不動矢巾停車場線（紫波郡矢巾町白沢）北緯39度35分34.7秒 東経141度8分11.4秒
- 岩手県道46号紫波インター線（紫波町稲藤和田）北緯39度33分0.1秒 東経141度7分55.8秒
- 岩手県道198号志和石鳥谷線（紫波町片寄字野畑）北緯39度31分14.1秒 東経141度7分38.8秒
- 岩手県道109号石鳥谷花巻温泉線（花巻市石鳥谷町、終点）